# Смирнов, Алексей Алексеевич
Алексе́й Алексе́евич Смирно́в (род. 14 февраля 1921, д. Кулёмиха, Глушковская волость, Ветлужский уезд, Костромская губерния, РСФСР — ?) — советский партийный и государственный деятель, секретарь ЦК Компартии Беларуси, председатель Правления Центросоюза СССР. Кандидат в члены ЦК КПСС в 1981—1986 гг. Участник Великой Отечественной войны.

## Биография
Родился 14 февраля 1921 в деревне Кулёмиха Глушковской волости Ветлужского уезда Костромской губернии РСФСР. Русский.
Окончил Днепропетровский горный институт в 1945 году.
- В 1941—1942 гг. — в Советской Армии, участник Великой Отечественной войны.
- с 1949 г. на комсомольской и партийной работе.
- в 1957—1959 гг. — в аппарате ЦК КП Беларуси,
- в 1959−1962 гг. — первый секретарь Брестского обкома КП Беларуси,
- в 1962−1965 гг. — секретарь ЦК КП Беларуси, заместитель председателя Совета Министров Белорусской ССР, председатель Комитета партийно-государственного контроля при ЦК КП Беларуси и СМ Белорусской ССР,
- в 1965−1968 гг. — председатель Комитета народного контроля Белорусской ССР,
- в 1968−1978 гг. — секретарь ЦК КП Беларуси,
- в 1978−1983 гг. — Председатель правления Центросоюза.
- в 1983 — заместитель министра топливной промышленности РСФСР.

С 1983 г. на пенсии.
Депутат Верховного Совета СССР 6, 7, 9, 10 созывов.

## Награды и звания
- орден Ленина
- орден Отечественной войны I степени
- орден Трудового Красного Знамени
- медали